# 零角形
零角形或零邊形（0-gon或zerogon
）是一種多邊形，根據多邊形的定義，其代表著0條邊和0個頂點的封閉圖形，通常是在討論多邊形的退化形式，在不同的領域中有不同的定義，因為一個多邊形不可能同時沒有邊也同時沒有頂點。零邊形或零角形定義是否有效取決於其上下文對這種數學結構的描述方式，根據性質的不同，有時用於表示沒有邊的幾何結構，或者有邊但沒有頂點的幾何結構。
在抽象幾何學中，對應的概念為空多胞形，指不存在任何元素的多胞形，對應到集合論中即為空集。部分非正式的場合會將零角形視為圓形。
零邊形與零角形可能指代不同事物，例如零角形強調該多邊形沒有角或沒有頂點，因此可能存在邊，例如零角形二面體中的零角形面；零邊形則是強調該多邊形沒有邊，因此可能存在頂點，例如近零邊形代表一個頂點。

## 定義
根據多邊形原本的定義，零角形應指沒有邊也沒有頂點的幾何結構，為一個已退化至無法構造的結構。由於零角形是指沒有頂點的幾何形狀，因此不存在任何邊和角，內角和亦不存在。根據多邊形內角計算公式可得正零角形的內角為無窮大度，但是討論零邊形或零角形的內角是沒有意義的，因為它不存在任何邊和角。
然而部分研究將零邊形定義為沒有邊的圖，即無邊圖，或拓樸上沒有頂點的數學實體，亦有部分研究將零角形當成圓形，或其他沒有頂點的封閉曲線，亦有部分圖論的研究將零邊形視為三角形（n=3）等多邊形在n=0的推廣。

### 近多邊形
在近多邊形中，零邊形代表一個頂點。

## 無邊地區圖
部分定義下的0-gon代表由一個頂點、零個邊構成的多邊形。這種只有一個頂點、零個邊的多邊形有時又被稱為零邊形。這種幾何結構可以構成一種特殊的抽象一面體，其對應的正則地區圖為無邊地區圖（edgeless map），由1個零邊形面、1個頂點組成，其不存在邊。這種抽象多面體可以具象化為射影平面上的一個點，其面佔據整個射影平面。這種多面體在施萊夫利符號中可以用{0,0}表示，這個符號代表的意思是每個頂點都是0個零邊形的公共頂點，在部分定義下是無意義的，因為實際上頂點周圍是存在1個零邊形面，然而「每個頂點都是1個零邊形的公共頂點」施萊夫利符號需要表示為{0,1}，這代表其對偶多面體為{1,0}，即「每個頂點都是0個一角形的公共頂點」，而無邊地區圖是一個自身對偶的正則地區圖，因此得到矛盾。
無邊地區圖是一種自身對偶的正則地區圖，這意味著其對偶多面體為本身，同時其皮特里對偶也是本身。無邊地區圖對應的骨架圖為K1完全圖。
|  |

## 零面體
零角形的概念同樣可以推廣到多面體中。在核物理學中，有時會將無法成為多面體的核殼層結構稱為零面體（zerohedron）。例如，部分文獻將由2個粒子組成的結構之形狀以零面體描述，其由2個頂點、1條邊和0個面組成。
|  |

## 相關幾何結構
| 名稱                                | 種類              | 圖像 | 符號       | 頂點數 | 邊數 | 面數       | χ          | 面的種類   | 對偶         |
| ----------------------------------- | ----------------- | ---- | ---------- | ------ | ---- | ---------- | ---------- | ---------- | ------------ |
| 零角形                              | 退化多邊形        |      | {0}        | 0      | 任意 | （不適用） | （不適用） | （不適用） | 零邊形       |
| 零邊形                              | 退化多邊形        |      | {0}        | 任意   | 0    | （不適用） | （不適用） | （不適用） | 零角形       |
| 空多邊形 null polygon 0-gon zerogon | 退化多邊形        |      | {0}        | 0      | 0    | （不適用） | （不適用） | （不適用） | 自身對偶     |
| 近零邊形                            | 近多邊形          |      |            | 1      | 0    | （不適用） | （不適用） | （不適用） |              |
| 無邊圖                              | 圖結構            |      | （不適用） | 任意   | 0    | （不適用） | （不適用） | （不適用） | （不適用）   |
| 無邊地區圖                          | 正則地區圖        |      | {0,0}0     | 1      | 0    | 1          | 2          | 1個零邊形  | 自身對偶     |
| 零面體                              | 退化多面體        |      | 未知       | 2      | 1    | 0          | 1          | 未定義     | 零角形二面體 |
| 零角形二面體                        | 退化多面體        |      | 未知       | 0      | 1    | 2          | 1          | 零角形     | 零面體       |
| 空多胞形                            | 抽象多胞形 正圖形 |      | 無         | 0      | 0    | 0          | 0          | 不存在     | 自身對偶     |